# Mehen
Dans la mythologie égyptienne, Mehen est un dieu serpent qui entoure la cabine de la barque de Rê et le protège lors de son passage nocturne dans l'univers inférieur (la Douât, l'Au-delà).
Son nom signifie l'Encercleur, dérivé du verbe mehen, « entourer », « encercler ». On en trouve des mentions dans les textes des pyramides et les textes des sarcophages. On le retrouve également dans les livres funéraires royaux des tombes de la vallée des Rois, notamment dans le livre de l'Amdouat (litt. Le Livre de ce qu'il y a dans l'Au-delà) et le livre des Portes. Dans l'Amdouat, il apparaît à la 7e heure de la nuit comme protecteur de Rê.
Il est un symbole de protection et de régénération. On peut également l'associer à l'Ouroboros.
Il a donné son nom a un jeu pratiqué dans l'Égypte antique, le jeu du serpent.